# Song Gaozong

Song Gaozong

Song Gaozong (chinesisch 宋高宗, Pinyin Sòng Gāozōng, Jyutping Sung1 Gou2zung1, * 12. Juni 1107; † 9. November 1187), persönlicher Name Zhao Gou (趙構 / 赵构,  Zhào Gòu), Hofname Deji (德基,  Déjī), war der zehnte Kaiser der Song-Dynastie, und der erste der Südlichen Song-Dynastie.

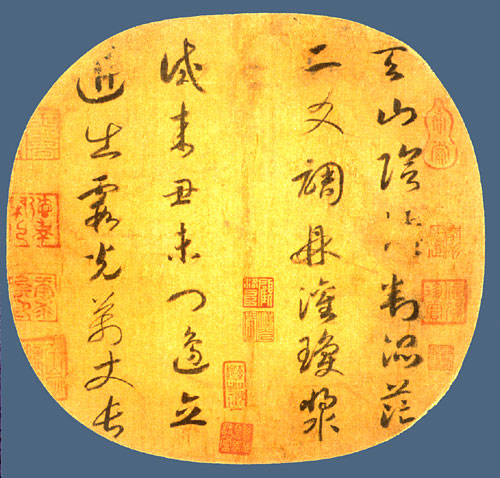
Kalligrafie des Qijue-Gedichtes Qijue Tian Shan shi 七絕天山詩 in Grasschrift von Zhao Gou auf einem runden Seidenfächer (John B. Elliott Collection des Metropolitan Museum of Art)

Nach der Invasion der Jurchen im nördlichen China wurden die Kaiser Qinzong und Huizong gefangen genommen, Gaozong floh in den Süden und ließ sich in Hangzhou nieder, wo er den Kampf gegen die Jin-Dynastie der Jurchen fortsetzte. Er dankte im Jahr 1162 ab.
Seine Regierungszeit unterteilt sich in die Regierungsperioden Jianyan (建炎,  Jìanyán) von 1127 bis 1130 und
Shaoxing (紹興 / 绍兴,  Shàoxīng) von 1131 bis 1162.